# Liste der Kulturdenkmale in Welsau
In der Liste der Kulturdenkmale in Welsau sind die Kulturdenkmale des Torgauer Ortsteils Welsau verzeichnet, die bis August 2020 vom Landesamt für Denkmalpflege Sachsen erfasst wurden (ohne archäologische Kulturdenkmale). Die Anmerkungen sind zu beachten.
Diese Aufzählung ist eine Teilmenge der Liste der Kulturdenkmale in Torgau.

## Welsau
| Bild                                    | Bezeichnung | Lage                                | Datierung | Beschreibung | ID       |
| --------------------------------------- | --- | ----------------------------------- | --- | --- | -------- |
| Weitere Bilder                          | Kirche mit Ausstattung, Kirchhof, Einfriedungsmauer, ein Grabmal und Denkmal für die Gefallenen des Ersten Weltkrieges | Lindenstraße (Karte)                | Um 1200 (Kirche); 1663 (Kanzel); um 1720 (Altar); nach 1900 (Grabmal); nach 1918 (Kriegerdenkmal)                           | Romanische Chorturmkirche, verputzter Bruchsteinbau mit eingezogenem Chor, von kunstgeschichtlicher, baugeschichtlicher und ortshistorischer Bedeutung | 09286545 |
| Weitere Bilder                          | Pflasterung und Lindenallee                                                                                            | Lindenstraße (Karte)                | 1905 | Von ortsbildprägender Bedeutung | 09286561 |
| Weitere Bilder                          | Scheune eines Bauernhofes                                                                                              | Lindenstraße 4 (Karte)              | Schlussstein im Torbogen bezeichnet mit 1886                                                                                | Baugeschichtlich und wirtschaftsgeschichtlich von Bedeutung                                                                                            | 09286559 |
| Direkt Bild zu diesem Denkmal hochladen | Scheune eines Dreiseithofes                                                                                            | Lindenstraße 7 (Karte)              | Inschrifttafel bezeichnet mit 1900                                                                                          | Baugeschichtlich und wirtschaftsgeschichtlich von Bedeutung                                                                                            | 09286558 |
|                                         | Drei Seitengebäude, Scheune, Taubenhaus und Hofpflaster eines Dreiseithofes                                            | Lindenstraße 19 (Karte)             | 2. Hälfte 19. Jahrhundert (Seitengebäude); bez. 1896 (südlicher Stall); 1900 (an Wohnhaus angebauter Stall); 1930 (Scheune) | Regionaltypische Gebäude in Klinkerbauweise, baugeschichtlich und wirtschaftsgeschichtlich von Bedeutung                                               | 09286544 |
| Weitere Bilder                          | Wegestein | Lindenstraße 21 (gegenüber) (Karte) | Um 1900 | Von verkehrshistorischer Bedeutung | 09286569 |
|                                         | Wohnhaus, drei Seitengebäude (davon zwei Stallgebäude), Scheune und Torpfeiler eines Dreiseithofes                     | Lindenstraße 27 (Karte)             | 2. Hälfte 19. Jahrhundert (Bauernhaus); Inschrift an Scheune „Erbaut 1899 – Friedr. Walthe“                                 | Zeugnis der Wohn- und Wirtschaftsweise vergangener Zeiten mit ortstypischer Scheune, baugeschichtlich und wirtschaftsgeschichtlich von Bedeutung       | 09286549 |
| Weitere Bilder                          | Taubenhaus und Einfriedung mit Toranlage (Torpfeiler) eines Dreiseithofes                                              | Lindenstraße 31 (Karte)             | 1906 | Sozialgeschichtlich und straßenbildprägend von Bedeutung                                                                                               | 09286551 |
|                                         | Scheune, Taubenhaus und Toranlage (Torpfeiler) eines Dreiseithofes                                                     | Lindenstraße 35 (Karte)             | 2. Hälfte 19. Jahrhundert (Toreinfahrt); um 1900 (Scheune)                                                                  | Straßenbildprägendes Zeugnis der Wirtschaftsweise vergangener Zeiten                                                                                   | 09286552 |
| Weitere Bilder                          | Saalanbau des Gasthofes                                                                                                | Schenkweg 2 (Karte)                 | 1900 | Schöner Jugendstil-Ballsaal, baugeschichtlich und ortsgeschichtlich von Bedeutung                                                                      | 09286560 |

## Ehemaliges Denkmal
| Bild | Bezeichnung                   | Lage                    | Datierung                 | Beschreibung | ID       |
| ---- | ----------------------------- | ----------------------- | ------------------------- | --- | -------- |
|      | Auszugshaus eines Bauernhofes | Lindenstraße 23 (Karte) | 2. Hälfte 19. Jahrhundert | Ursprünglich erhaltenes Zeugnis der Bauweise vergangener Zeiten, bau- und sozialgeschichtlich von Bedeutung. Zwischen 2021 und 2024 abgerissen. | 09286548 |

## Tabellenlegende
- Bild: Bild des Kulturdenkmals, ggf. zusätzlich mit einem Link zu weiteren Fotos des Kulturdenkmals im Medienarchiv Wikimedia Commons. Wenn man auf das Kamerasymbol klickt, können Fotos zu Kulturdenkmalen aus dieser Liste hochgeladen werden:
- Bezeichnung: Denkmalgeschützte Objekte und ggf. Bauwerksname des Kulturdenkmals
- Lage: Straßenname und Hausnummer oder Flurstücknummer des Kulturdenkmals. Die Grundsortierung der Liste erfolgt nach dieser Adresse. Der Link (Karte) führt zu verschiedenen Kartendiensten mit der Position des Kulturdenkmals. Fehlt dieser Link, wurden die Koordinaten noch nicht eingetragen. Sind diese bekannt, können sie über ein Tool mit einer Kartenansicht einfach nachgetragen werden. In dieser Kartenansicht sind Kulturdenkmale ohne Koordinaten mit einem roten bzw. orangen Marker dargestellt und können durch Verschieben auf die richtige Position in der Karte mit Koordinaten versehen werden. Kulturdenkmale ohne Bild sind an einem blauen bzw. roten Marker erkennbar.
- Datierung: Baubeginn, Fertigstellung, Datum der Erstnennung oder grobe zeitliche Einordnung entsprechend des Eintrags in der sächsischen Denkmaldatenbank
- Beschreibung: Kurzcharakteristik des Kulturdenkmals entsprechend des Eintrags in der sächsischen Denkmaldatenbank, ggf. ergänzt durch die dort nur selten veröffentlichten Erfassungstexte oder zusätzliche Informationen
- ID: Vom Landesamt für Denkmalpflege Sachsen vergebene, das Kulturdenkmal eindeutig identifizierende Objekt-Nummer. Der Link führt zum PDF-Denkmaldokument des Landesamtes für Denkmalpflege Sachsen. Bei ehemaligen Kulturdenkmalen können die Objektnummern unbekannt sein und deshalb fehlen bzw. die Links von aus der Datenbank entfernten Objektnummern ins Leere führen. Ein ggf. vorhandenes Icon  führt zu den Angaben des Kulturdenkmals bei Wikidata.